# 项应祥
項應祥（1554年—1614年），字汝和，號東鰲，浙江處州府遂昌縣人，明朝政治人物。

## 生平
萬曆七年（1579年）己卯科浙江鄉試第七十名舉人，八年（1580年）中式庚辰科會試第二百八十一名，三甲第一百四十三名進士。兵部觀政，授建陽縣知縣，丁憂歸。起為丹陽縣知縣，丁憂歸。服闋，十六年（1588年）起為巴縣知縣，十七年（1589年）調華亭縣知縣，二十年（1592年）十月升戶科給事中，二十一年（1593年）養病，二十五年（1597年）六月起復禮科給事中，二十七年（1599年）三月升禮科左給事中，五月升吏科都給事中，告假養病，三十年（1602年）起復原職，三十一年（1603年）與喬應甲捲入第二次妖書案。三十二年（1604年）任會試同考官，七月升太常寺添註少卿，三十六年（1608年）八月升右通政，同年任都察院右僉都御史、巡撫應天，三十七年（1609年）七月引疾致仕。

## 著作
著有《醯雞齋稿》七卷、《問夜草》七卷、《戰國策膾》。

## 家族
曾祖項泗；祖父項孔資；父項森，知縣。